# Череда (рід)
Череда́, череду́н (Bidens) — рід трав'янистих рослин родини айстрові (Asteraceae).

## Ботанічний опис

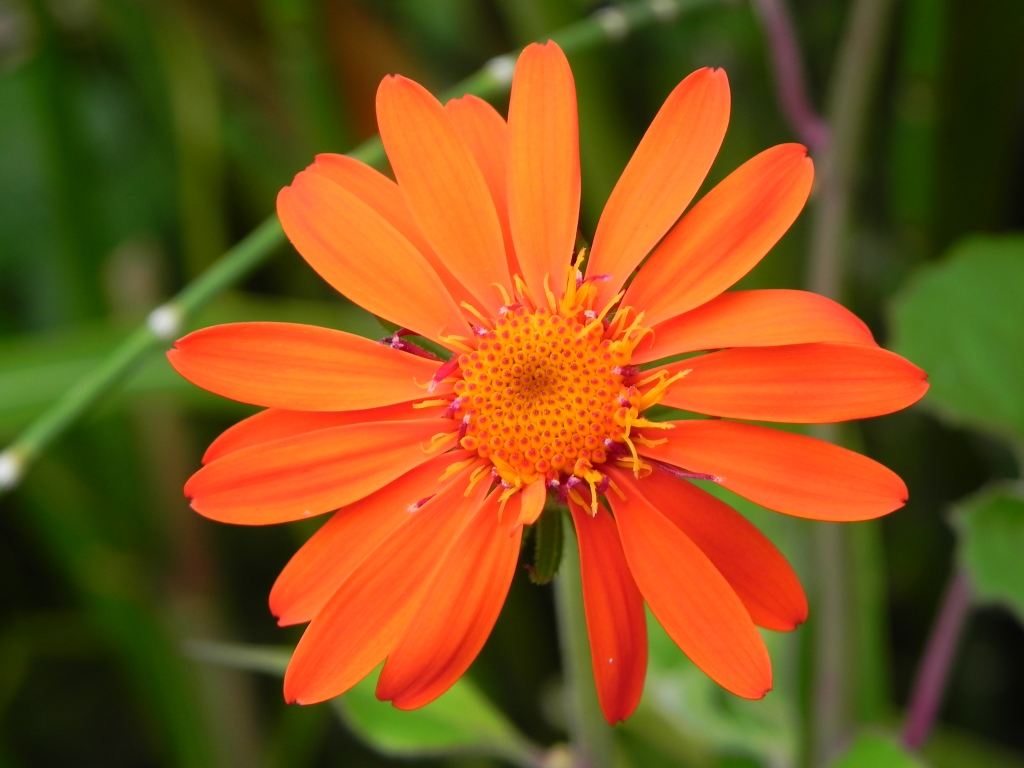
Bidens gardneri

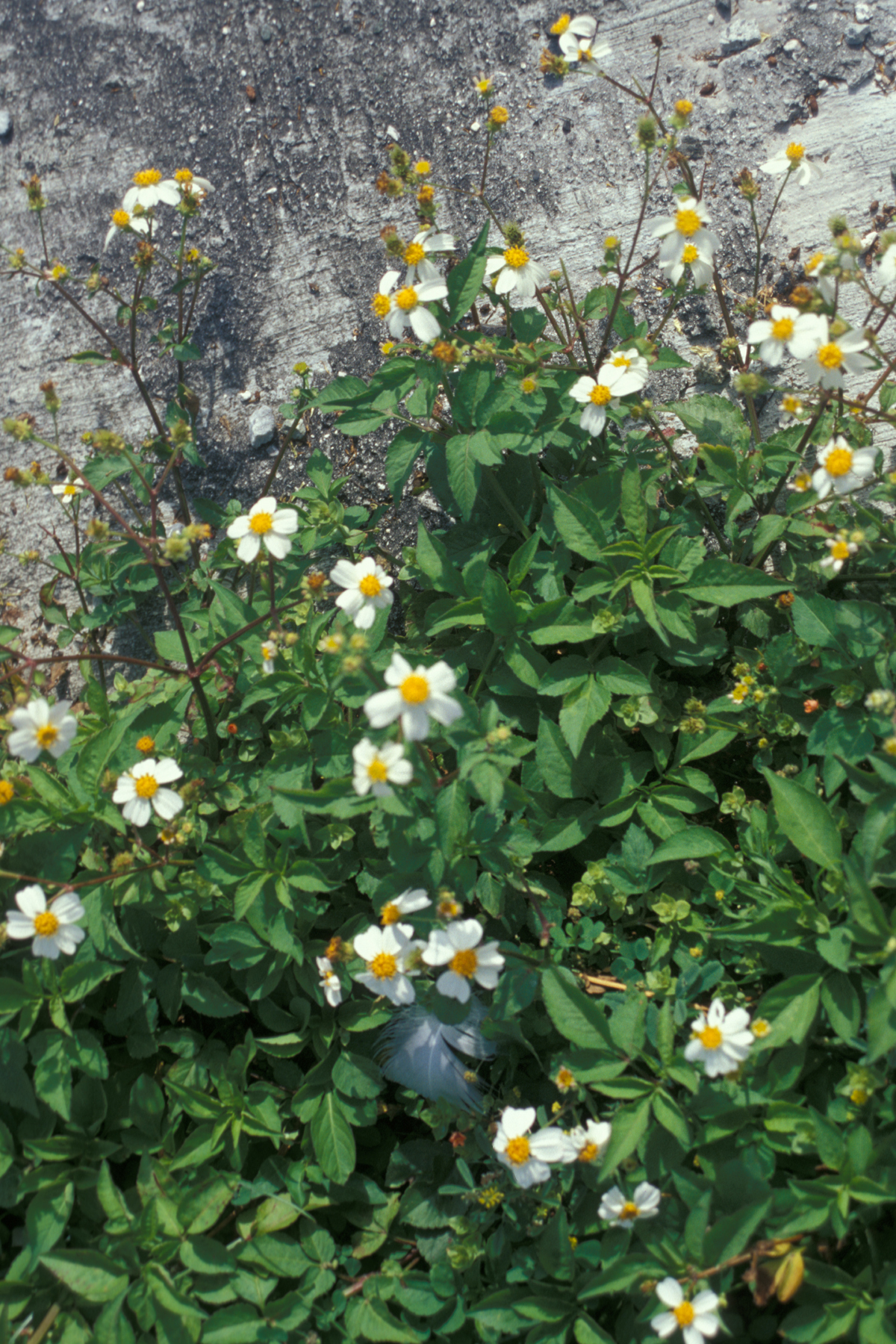
Bidens alba

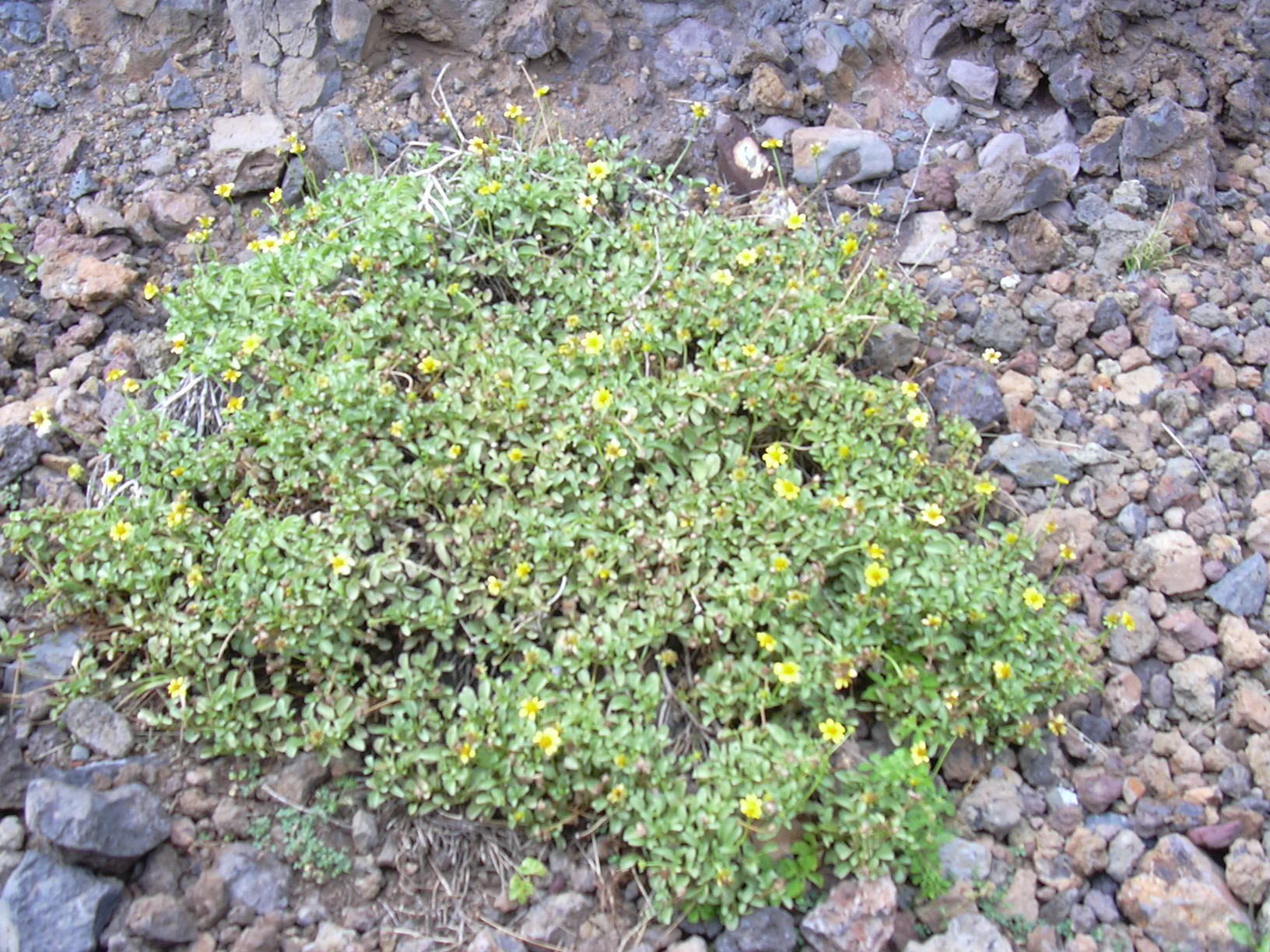
Bidens mauiensis

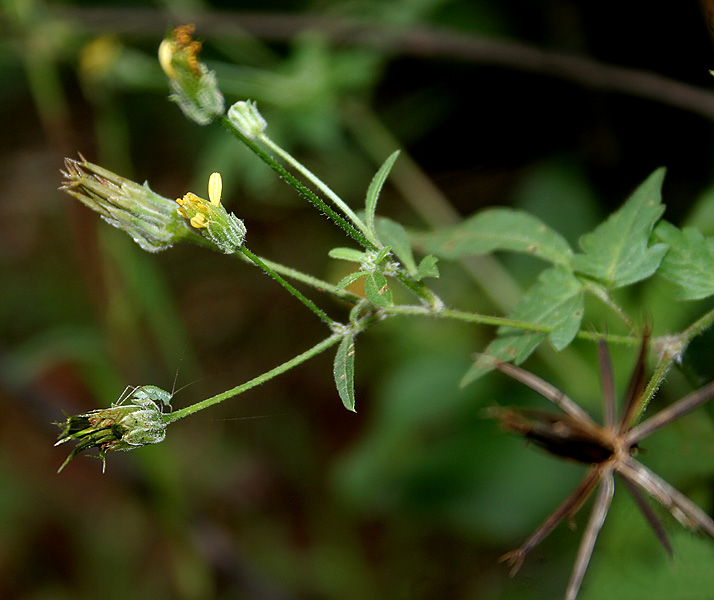
Bidens biternata

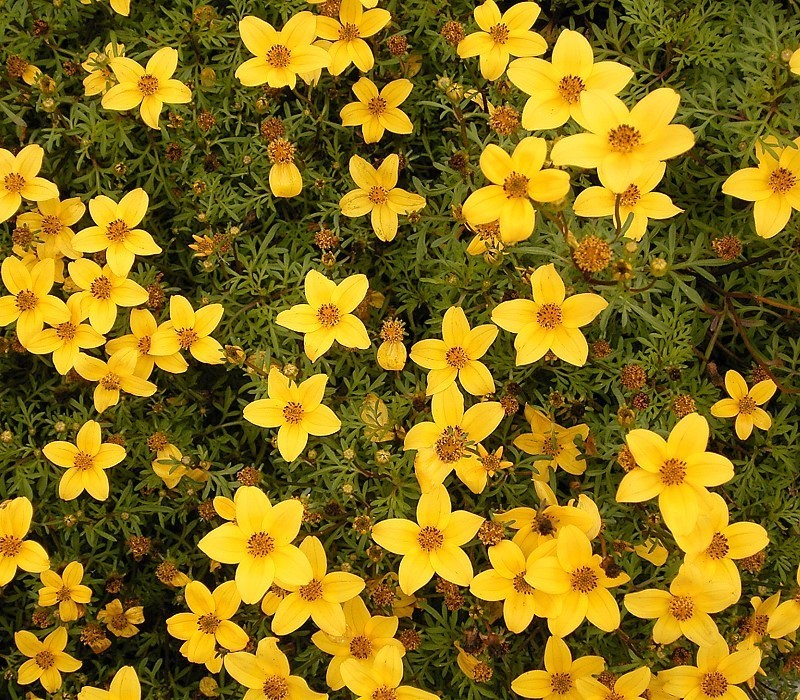
Bidens ferulifolius

Стебло прямостояче, гіллясте, з рідкими волосками. Листки й гілки супротивні.
Однорічники або багаторічники.
Листки темно-зелені, звичайно глибокотрироздільні, рідше цілісні, голі або слабоволосисті, з короткими крилатими черешками. Частки листка ланцетні, пилчасті.
Квітки дрібні, зібрані у кошики.
Сім'янки зазвичай обтиснуті до плоских, 3- або 4-кутні, від клиноподібних до оберненоланцетних або оберненояйцеподібних.

## Поширення
Череда поширена у тропічних та помірних регіонах світу. Більшість видів зустрічаються у Північній та Південній Америці, Африці та Полінезії, декілька є у Європі та Азії..
В Україні ростуть: череда поникла (Bidens cernua L.), череда зчеплена (Bidens connata Muhl. ex Willd.) [натуралізована], череда листяна (Bidens frondosa L.), череда промениста (Bidens radiata Thuill.), череда тридільна (Bidens tripartita L.)

## Види
За даними спільного енциклопедичний інтернет-проєкт із систематики сучасних рослин Королівських ботанічних садів у К'ю і Міссурійського ботанічного саду «The Plant List» рід містить 249 прийнятих види (докладніше див. список видів роду череда).